# Gene Wolfe
Gene Rodman Wolfe (Nueva York, 7 de mayo de 1931-Peoria (Illinois), 14 de abril de 2019) fue un escritor estadounidense de ciencia ficción y fantasía. Destacó por su profundidad y prosa, rica en alusiones así como también por la fuerte influencia de su fe católica, la que adoptó después de contraer matrimonio con una católica.[cita requerida] Fue un prolífico escritor de novelas y cuentos cortos, y ganó el Premio Nébula y el World Fantasy Award dos veces cada uno, el Campbell Memorial Award, y el Locus Award cuatro veces. Fue nominado para el Premio Hugo en varias ocasiones. En 1996 Wolfe fue galardonado con el premio "World Fantasy Award for Lifetime Achievement".

## Biografía
Gene Wolfe nació en el barrio de Brooklyn de Nueva York el 7 de mayo de 1931, pero creció en Texas. Estudió en la Universidad de Texas A&M durante unos años, antes de abandonar y luchar en la guerra de Corea. Wolfe sirvió en el Ejército de los Estados Unidos entre 1952 y 1954 en Corea, recibiendo la Insignia de infantería de combate. Después de su regreso a los Estados Unidos terminó sus estudios en la Universidad de Houston, obteniendo en 1956 un grado (B.Sc.) en ingeniería mecánica. Contrajo matrimonio con Rosemary Frances Dietsch en 1956. Entre 1956 y 1972 trabajó para Procter & Gamble como ingeniero de proyectos, siendo su logro más destacado el desarrollo de la prensa que se usa para dar forma a las patatas fritas Pringles. A partir de 1972, y hasta su retiro en 1984 trabajó como editor de la revista profesional Plant Engineering. Desde 1984 se dedicó a la escritura a tiempo completo. Vivió en Barrington (Illinois) con su familia hasta que se trasladó a Peoria (Illinois) en 2013.
Wolfe falleció el 14 de abril de 2019 a los 87 años de edad.

## Carrera literaria
La primera historia de Wolfe, "The Dead Man", apareció en 1965 en la revista erótica Sir!. Las historias de Wolfe comenzaron a aparecer esporádicamente en diversas revistas durante los siguientes años, lo que le ganó la atención de los aficionados y, a partir de 1971, nominaciones a los premios del género. De esa primera época son relatos como "Mountains Like Mice", seleccionado por Frederik Pohl para el número de mayo de 1966 de la revista If, así como "Trip, Trap", que apareció en la antología Orbit 2 (1967) de Damon Knight. Pohl también le compró y publicó "House of Ancestors" (If, junio 1968). Por su parte, Knight seleccionó "The Changeling" para Orbit 3 (1968), "Paul's Treehouse" para Orbit 5 (1969), "How the Whip Came Back" y "Remembrance to Come" para Orbit 6 (1970), "Eyebem" para Orbit 7 (1970) y "A Method Bit in 'B'" para Orbit 8 (1970). En esa etapa inicial, también publicó historias en las revistas New Worlds de Michael Moorcock ("The Green Wall Said", agosto de 1967) y The Magazine of Fantasy & Science Fiction ("Car Sinister", enero de 1970), así como en antologías editadas por Anne McCaffrey, Harry Harrison y otros.
Wolfe empezó a publicar novelas en 1970 con Operation Ares.